# Uridium
Uridium ist eine zweiteilige Reihe von horizontal scrollenden Shoot-’em-up-Computerspielen, die für den C64 bzw. Amiga erschienen. Die beiden Spiele wurden von Hewson Consultants produziert.

## Uridium
Uridium wurde ursprünglich von Andrew Braybrook für den C64 entwickelt und erschien 1986 für die Plattformen Amstrad CPC, Atari ST, BBC Micro, C64, MS-DOS und ZX Spectrum. Für den Oric existiert nur ein inoffizieller Port.
Die 15 Level sind nach verschiedenen Metallen wie Zink, Blei oder Kupfer benannt und bieten jeweils eine mehr oder minder zum jeweiligen Metall passende farbliche und strukturelle Gestaltung. Der Spieler fliegt in jedem Level mit einem kleinen Raumgleiter von links nach rechts über eine flache, langgestreckte feindliche Raumstation hinweg, wobei es gilt, Hindernissen auszuweichen und schwarmweise auftauchende Verteidigerschiffe zu vernichten, ohne selbst von diesen getroffen zu werden.
1986 bewertete die ARD das Spiel wie folgt: „Spiele aus dieser Gattung sind zwar technisch perfekt, aber in der Regel stark umstritten.“ Die ASM lobte Grafik, Sound und Geschwindigkeit des Spiels und bezeichnete es als „Action-Spiel der Sonderklasse“.

## Uridium 2
Dieses Spiel erschien für den Amiga. Mit einem kleinen Raumschiff, für das es im Spiel zahlreiche Extrawaffen gibt, rast man über ein riesiges feindliches Raumschiff, weicht dabei Hindernissen aus und fliegt beliebig von links nach rechts und umgekehrt, um dessen Geschütze und startende Jäger zu zerstören. Hat man den Großteil des Schiffes zerstört, muss man auf ihm landen, um in einer Bonusrunde den Reaktor auszuschalten oder alternativ die Boni um ihn herum aufzusammeln, während man dem Steinschlag von oben ausweicht. Beamt man sich rechtzeitig aus dem Reaktor, kann man Levels überspringen.
Das Spiel kommt mit einem handelsüblichen Amiga 500 aus, bietet bei mehr Speicher und Prozessorleistung aber mehr Effekte und Intelligenz der Zielsuch-Waffen. Das Spiel bietet dazu einen 2-Spieler-Modus und ein paar soundtechnisch sehr gute Tracks.

## Uridium 3 / Hyper Sentinel
Das Spiel Hyper Sentinel von Hewson gilt als Uridium 3, als eine Fortführung von Uridium.